# İlham Gençer

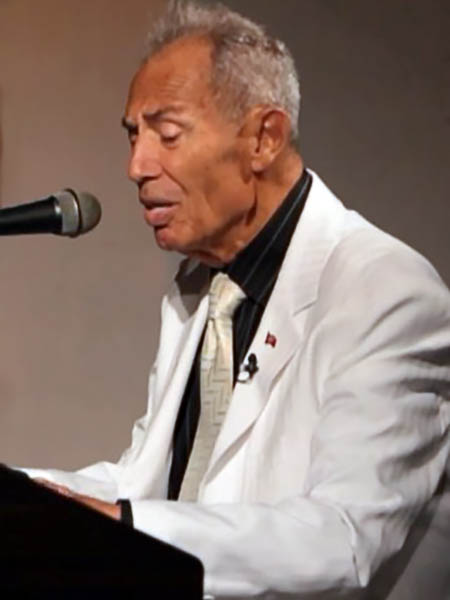
İlham Gençer (2012)

Bozkurt İlham Osman Gençer (* 30. August 1922 in Istanbul; † 24. Mai 2023 in Bodrum) war ein türkischer Jazzmusiker (Gesang, Piano, Komposition). Er leistete einen wichtigen Beitrag zur Popularisierung des Jazz in der Türkei.

## Leben und Wirken
Gençer begann als Kind unter Anleitung seiner Mutter Klavier zu spielen, erhielt aber keine formale musikalische Ausbildung. Sein erstes Konzert gab er im Alter von fünf Jahren. In dieser Zeit entstand auch seine erste Komposition.
Gençer begann seine berufliche Laufbahn 1944. Er gründete die erste Swingband der Türkei mit dem Trompeter Badi Kemal, dem Klarinettisten Mehmet Akter und Sänger Türkân Pasiner und gab Konzerte mit Atilla Dorsay, der sein Schulfreund war. Zwischen 1949 und 1962 war er jeden Samstag der Gastgeber der Musiksendung İlham Gencer’le Tatil Gecesi bei Radio Istanbul, wo er mit seiner eigenen Band durchs Programm führte.
In den frühen 1950er Jahren brachte Gençer Eartha Kitt das Lied „Kâtibim“ bei, das ein weltweiter Hit wurde. 1960 eröffnete er im Istanbuler Stadtteil Şişli einen beliebten Nachtclub, den Çatı Club. Sein 1961 veröffentlichter Song „Bak Bir Varmış Bir Yokmuş“, eine Coverversion von Bob Azzams „C’est écrit dans le Ciel“, gilt als der erste in türkischer Sprache aufgenommene Popsong. Mit seinem Lied „Zamane Kızları“ kam er in die Top 10 des Wettbewerbs „Goldenes Mikrofon“, der 1965 zum ersten Mal von der Zeitung Hürriyet veranstaltet wurde. Er verfasste auch Filmmusiken.
Gençer wurde im Dokumentarfilm Türkiye’de Caz (2013) von Batu Akyol porträtiert. 2018 war er Gegenstand einer Biografie, Bozkurt İlhami Gençer’le Sanat ve Siyaset Bir Bir Birada, die Sami Coşkun verfasste.
Gençer war von 1953 bis 1961 mit der Sängerin Ayten Alpman verheiratet. Die gemeinsamen Kinder İlhan Gençer und Ayşe Gençer wurden gleichfalls Musiker. Aus einer zweiten Ehe stammt der Sohn Bora Gençer, der ebenfalls als Musiker tätig ist.